# 필리핀의 교통
필리핀의 교통은 상당히 저개발된 상태이며, 부분적으로는 국가의 산지들과 여러 곳으로 분산된 섬들 때문이며, 또 정부의 국가 인프라 투자를 잘 하지 않는 것도 그 원인이라고 할 수 있다. 그러나 근래 들어 필리핀 정부는 다양한 기반 시설 프로젝트를 통해 국가의 교통 시스템 개선을 추진하고 있다.
필리핀의 교통에서는 해운이 지극히 중요한 역할을 한다. 선박의 항행으로 국토가 이어지고 통일되기 때문이다. 육상교통으로는 철도가 루손, 파나이에서 경영되고 있다. 자동차 도로도 루손을 중심으로 해서 발달해 있다. 주요 도시로는 수도 마닐라 외에 다바오(인구 115만), 세부(330만), 바기오(25만 2,386), 삼보앙가(46만 4,000) 등이 있다.
필리핀에는 12개의 국제공항이 있으며 20개의 크고 작은 국내 공항이 있다.